# 坂下駅

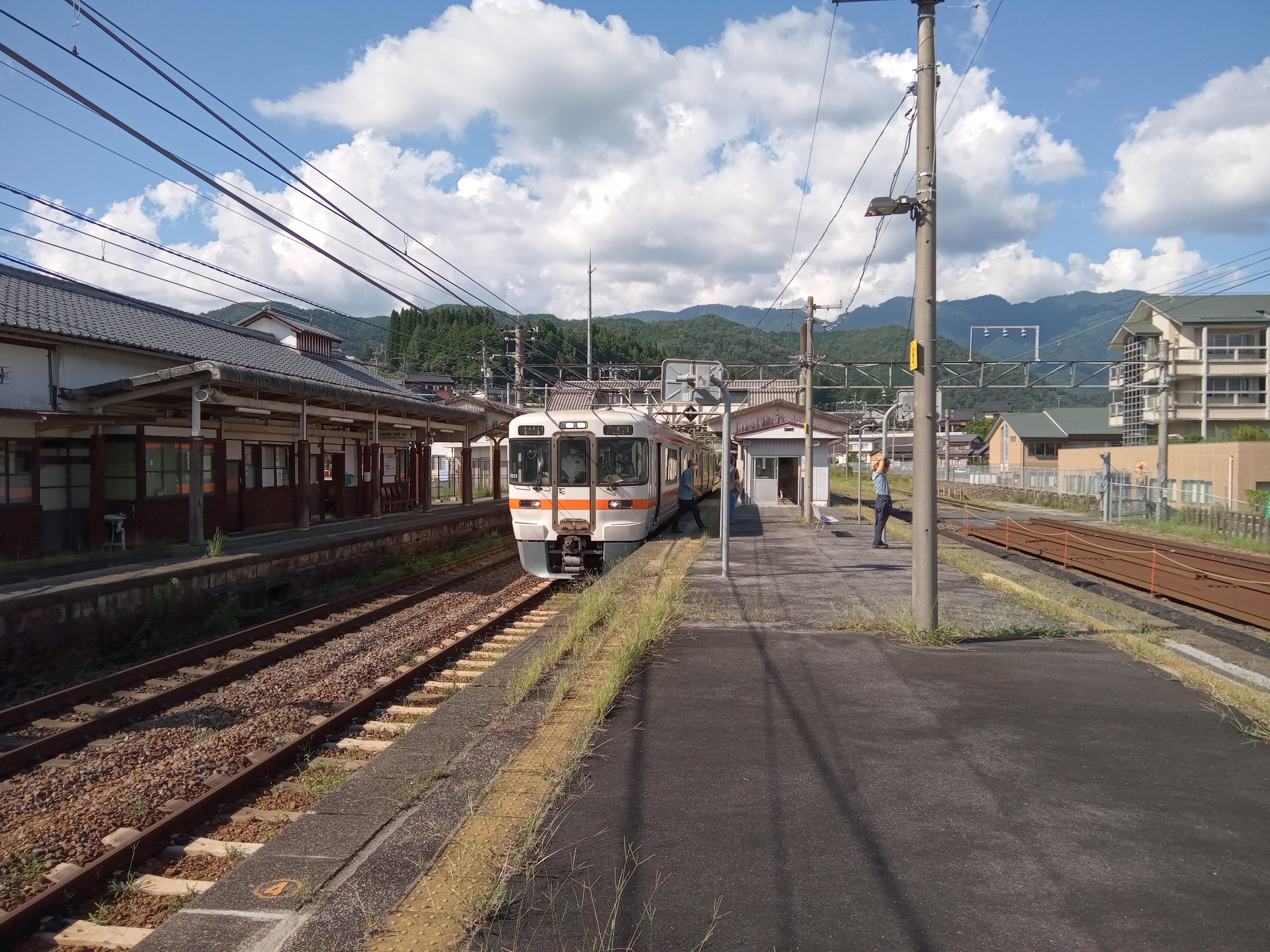
プラットホーム

坂下駅（さかしたえき）は、岐阜県中津川市坂下にある、東海旅客鉄道（JR東海）中央本線の駅である。

## 概要
中央本線の岐阜県最初の駅で、日本国有鉄道時代は当駅が名古屋鉄道管理局（JR東海・東海鉄道事業本部）と長野鉄道管理局（JR東日本・長野支社）の境界駅であった。当駅発着の電車も数本設定されている。かつては名古屋方面への直通列車も設定されていたが、2022年3月のダイヤ改正より当駅に停車する列車は全て中津川始終着となっている。

## 歴史
- 1908年（明治41年）8月1日：官設鉄道が中津川駅から延伸した際の終着駅として開業[1][3]。一般駅[2]。
- 1909年（明治42年）
  - 7月15日：官設鉄道が三留野駅（現在の南木曽駅）まで延伸[3]。途中駅となる[3]。
  - 10月12日：線路名称制定。中央西線の所属となる。
- 1911年（明治44年）5月1日：線路名称改定[3]。当駅を含む中央西線が中央本線に編入される[3]。
- 1926年（大正15年）12月12日：坂川鉄道の新坂下駅が付近に開業[4]。
- 1944年（昭和19年）12月1日：坂川鉄道新坂下駅廃止[5]。
- 1970年（昭和45年）10月19日：貨物の取扱いを廃止[2]。
- 1985年（昭和60年）3月14日：荷物の取扱いを廃止[2]。
- 1987年（昭和62年）4月1日：国鉄分割民営化により、東海旅客鉄道の駅となる[2][6]。
- 2012年（平成24年）10月1日：簡易委託化[7]。

## 駅構造
単式ホーム1面1線と島式ホーム1面2線、合計2面3線のホームを持つ地上駅。1・3番線が本線、2番線が副本線である。2つのホームは跨線橋で繋がっている。
中津川駅管理の簡易委託駅。中津川市に委託されており、営業時間は金曜日～火曜日の8:30～11:30となっており水曜日・木曜日は終日営業していない。2012年（平成24年）9月30日までは東海交通事業の職員が業務を担当する業務委託駅で、JR全線きっぷうりばが設置されていた。なお駅周辺は比較的広い駐車スペースがあるが、殆どがJR東海管理の月極駐車場、或いは周囲の商社や商店の駐車場になっている。

### のりば
| 番線 | 路線        | 方向 | 行先               | 備考       |
| ---- | ----------- | ---- | ------------------ | ---------- |
| 1    | CF 中央本線 | 下り | 木曽福島・長野方面 |            |
| 2    | CF 中央本線 | 下り | 木曽福島・長野方面 | 1日1本のみ |
| 2    | CF 中央本線 | 上り | 中津川・名古屋方面 |            |
| 3    | CF 中央本線 | 上り | 中津川・名古屋方面 |            |

## 利用状況
「岐阜県統計書」及び「中津川市統計書」によると、当駅の1日平均乗車人員は以下の通り推移している。
| 年度   | 1日平均 乗車人員 |
| ------ | ---------------- |
| 2000年 | 693              |
| 2001年 | 696              |
| 2002年 | 635              |
| 2003年 | 662              |
| 2004年 | 662              |
| 2005年 | 640              |
| 2006年 | 600              |
| 2007年 | 585              |
| 2008年 | 563              |
| 2009年 | 540              |
| 2010年 | 524              |
| 2011年 | 507              |
| 2012年 | 492              |
| 2013年 | 493              |
| 2014年 | 460              |
| 2015年 | 474              |
| 2016年 | 459              |
| 2017年 | 426              |
| 2018年 | 377              |

## 駅周辺

### 主な施設
駅西側に旧坂下町の市街地が形成されている。
かつて駅裏に坂下営林署貯木場があり坂下森林鉄道が敷設されていた。昭和31年一部廃止になりトラック輸送に変わったが貯木場ものちに廃止された。
- 中津川市坂下総合事務所（旧坂下町役場）
- 坂下郵便局
- 中津川市立坂下小学校
- 中津川市立坂下中学校
- 岐阜県立坂下高等学校
- 国民健康保険坂下病院
- 坂下神社
- 出雲福徳神社
- 木曽川
- 国道19号
- 国道256号
- 道の駅きりら坂下
- 高峰楽器製作所
- 高峰山
- 株式会社カーリル本社

### バス路線
- 北恵那交通（山口・落合地区方面、旧恵那郡北部方面）
- 中津川市コミュニティバス（国保坂下病院など）

## 隣の駅
東海旅客鉄道（JR東海）
CF 中央本線
田立駅 - 坂下駅 - 落合川駅